# Matulji
Matulji (italienska: Mattuglie) är en kommun och ort i nordvästra Kroatien. Kommunen har 10 544 invånare (2001) och ligger i Rijekas och Opatijas omedelbara närhet.

## Orter i kommunen
Matulji utgör huvudorten i kommunen med samma namn. I kommunen finns förutom Matulji följande 22 samhällen: Brdce, Bregi, Brešca, Jurdani, Jušići, Kućeli, Lipa, Male Mune, Mali Brgud, Mihotići, Mučići, Pasjak, Permani, Rukavac, Rupa, Ružići, Šapjane, Vele Mune, Veli Brgud, Zaluki, Zvoneća och Žejane.

## Kommunikationer
Matulji är en viktig trafikknutpunkt i nordvästra Kroatien. Här möts motorvägarna A7 och A8 som leder till Rijeka och turistorterna i Istrien och vid Kvarnerviken. I kommunen finns fyra internationella gränsövergångar, däribland Rupa vid den kroatisk-slovenska gränsen.